# Manjul Bhargava
Manjul Bhargava   (Hamilton, 8 d'agost de 1974) és un matemàtic canadenc-estatunidenc d'orígens indis. És el Brandon Fradd Professor de matemàtiques de la Universitat de Princeton i és conegut per les seves contribucions a la teoria de nombres.
Bhargava va rebre la Medalla Fields el 2014.

## Obra destacada
- Bhargava, Manjul «The Factorial Function and Generalizations». The American Mathematical Monthly, 107, 9, 2000, pàg. 783–799. DOI: 10.2307/2695734.
- Bhargava, Manjul «Higher Composition Laws I: A New View on Gauss Composition, and Quadratic Generalizations». The Annals of Mathematics, 159, 2004, pàg. 217–250. DOI: 10.4007/annals.2004.159.217.
- Bhargava, Manjul «Higher Composition Laws II: On Cubic Analogues of Gauss Composition». The Annals of Mathematics, 159, 2, 2004, pàg. 865–886. DOI: 10.4007/annals.2004.159.865.
- Bhargava, Manjul «Higher Composition Laws III: The Parametrization of Quartic Rings». The Annals of Mathematics, 159, 3, 2004, pàg. 1329–1360. DOI: 10.4007/annals.2004.159.1329.
- Bhargava, Manjul «The density of discriminants of quartic rings and fields». The Annals of Mathematics, 162, 2005, pàg. 1031–1063. DOI: 10.4007/annals.2005.162.1031.
- Bhargava, Manjul «Higher composition laws IV: The parametrization of quintic rings». The Annals of Mathematics, 167, 2008, pàg. 53–94. DOI: 10.4007/annals.2008.167.53.
- Bhargava, Manjul «The density of discriminants of quintic rings and fields». The Annals of Mathematics, 172, 2010, pàg. 1559–1591. DOI: 10.4007/annals.2010.172.1559.
- Bhargava, Manjul; Shankar, Arul. Binary quartic forms having bounded invariants, and the boundedness of the average rank of elliptic curves, 2010.
- Bhargava, Manjul; Shankar, Arul. Ternary cubic forms having bounded invariants, and the existence of a positive proportion of elliptic curves having rank 0, 2010.
- Bhargava, Manjul; Satriano, Matthew. On a notion of "Galois closure" for extensions of rings, 2010.